# Jean-Marc Delétang
Pour les articles homonymes, voir Delétang.
 (novembre 2020).
Jean-Marc Delétang, né le 8 octobre 1965 à Blois, est un ancien pilote professionnel de moto français.

## Biographie
Sa carrière professionnelle commence en 1993 mais il démarre la compétition dès 1986, et la termine en 2002. Durant ces 16 années de courses il remporte de nombreux titres. Il est notamment sacré 2 fois vainqueur du Bol d'or en 1993 et 2000. Il totalise 8 titres en carrière.
En 2017, il devient Directeur de Course auprès de la Fédération Française de Motocyclisme (FFM) et lance la communauté envie2rouler, plateforme de services et d'informations pour les passionnés de motos en France[réf. nécessaire].
En 2023, il entre au bureau de la FIM, intégrant la commission internationale des courses.
En 2024, il est élu Président de la Commission Nationale de Vitesse au sein de la FFM (Fédération Française de Motocyclisme).

## Palmarès[4]
- 1986 : finaliste du « Guidon Honda » organisé par l'ACO sur le circuit du Mans. Il termine à la 2e place.
- 1988 : 4e place du Championnat de France Promosport 500.
- 1990 : 3e place du Championnat de France National Production.
- 1992 : Il est sacré par 2 fois : Champion de France Superbike et Vainqueur de la Coupe du Monde Suzuki.
- 1993 : Il passe professionnel et remporte son 1er Bol d'or sur le circuit du Castellet aux côtés de Bruno Bonhuil et Dominique Sarron.
- 1995 : Champion de France Superbike et 2e des 24 Heures du Mans.
- 1997 : Championnat de France Superbike.
- 1999 : 2e des 24 Heures du Mans avec ses coéquipiers Christer Lindholm et Fabien Foret.
- 2000 : Alors qu’il est en tête du Championnat de France Superbike, il percute à plus de 200 km/h un rail de sécurité (double fracture du bassin et péroné cassé) sur le circuit de Nogaro le 7 mai, stoppant nette sa saison. Remis de ses blessures, il décide de reprendre la compétition et remporte l'épreuve de Spa-Francorchamps le 14 juillet, soit 2 mois et 7 jours après son accident. Pour la seconde fois il soulève le Bol d'or sur le circuit de Magny-Cours avec ses coéquipiers Fabien Foret et Mark Willis.
- 2002 : pour sa dernière année professionnelle, il remporte le 4e titre de Champion de France Superbike (SuperProduction).